# 德賴斯格拉本河
49°48′3.38″N 9°15′0.37″E / 49.8009389°N 9.2501028°E

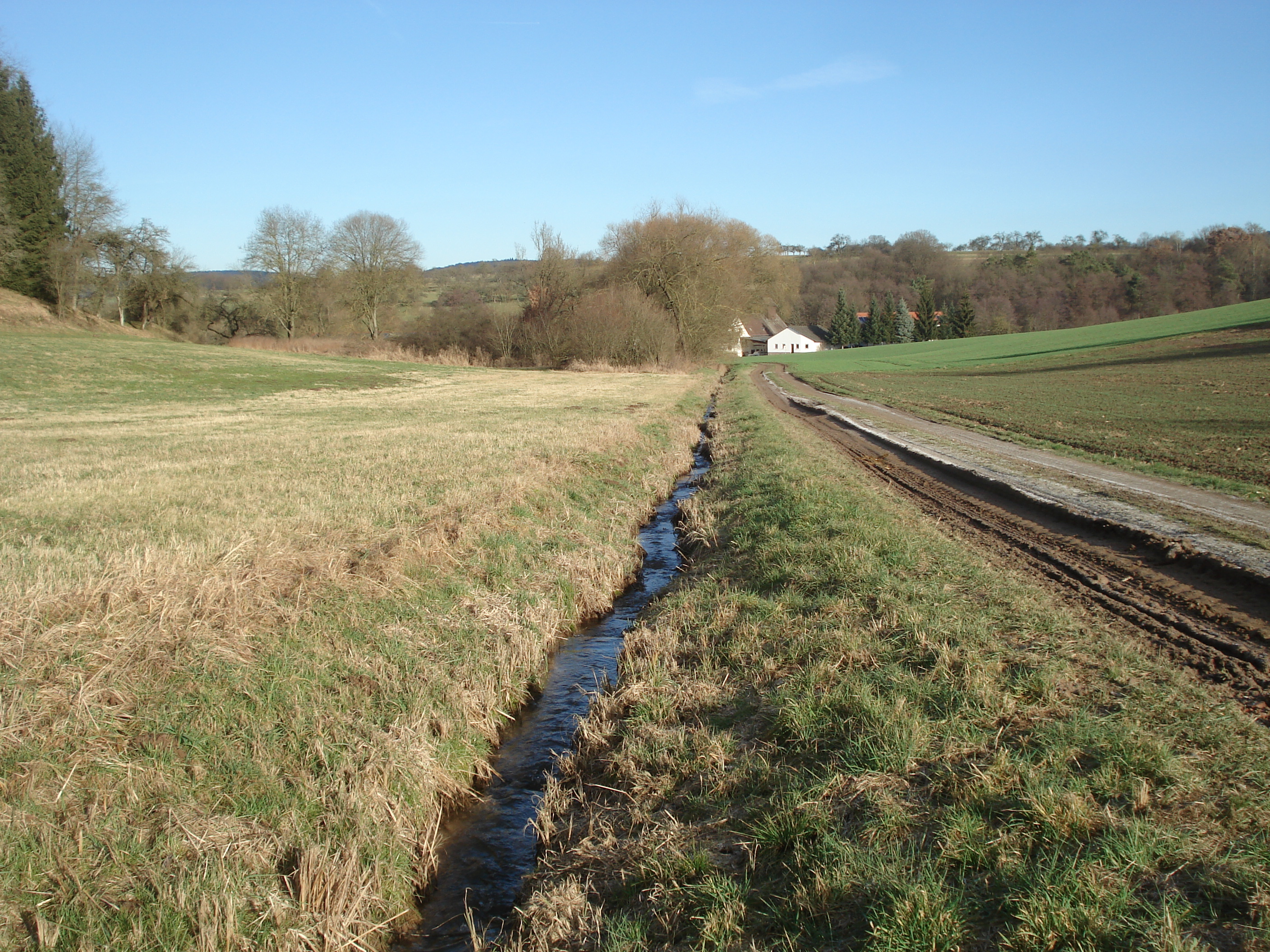

德賴斯格拉本河（德語：Dreisgraben），是德國的河流，位於該國東南部，由巴伐利亞負責管轄，屬於奧巴赫河的左支流，河道全長1.3公里，流域面積3.2平方公里。